# 東照宮駅

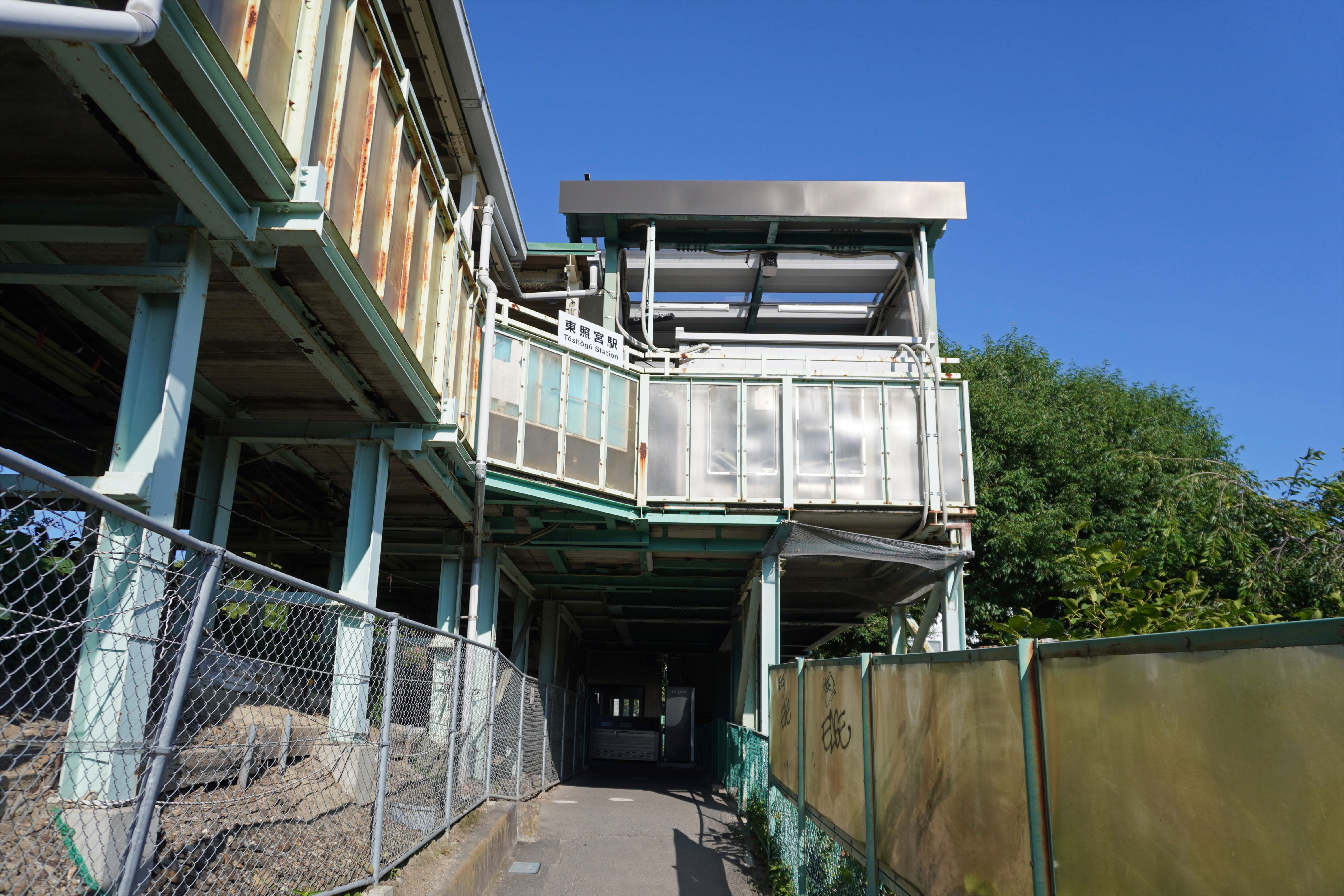
東側入口（2023年7月）

東照宮駅（とうしょうぐうえき）は、宮城県仙台市青葉区宮町5丁目にある、東日本旅客鉄道（JR東日本）仙山線の駅である。
当駅を含む北仙台駅 - 仙台駅間は仙台市地下鉄との代替輸送（振替輸送）対象路線に指定されており、当駅は台原駅が代替輸送指定駅とされている。当駅を含む仙山線の一部ないし全区間が運転見合わせとなった場合は、仙台市地下鉄南北線（台原駅 - 仙台駅）への振替乗車が認められることがある。この場合、必ずしも代替輸送指定駅の台原駅を利用する必要はなく、北仙台駅や北四番丁駅で乗降することも認められている。

## 歴史

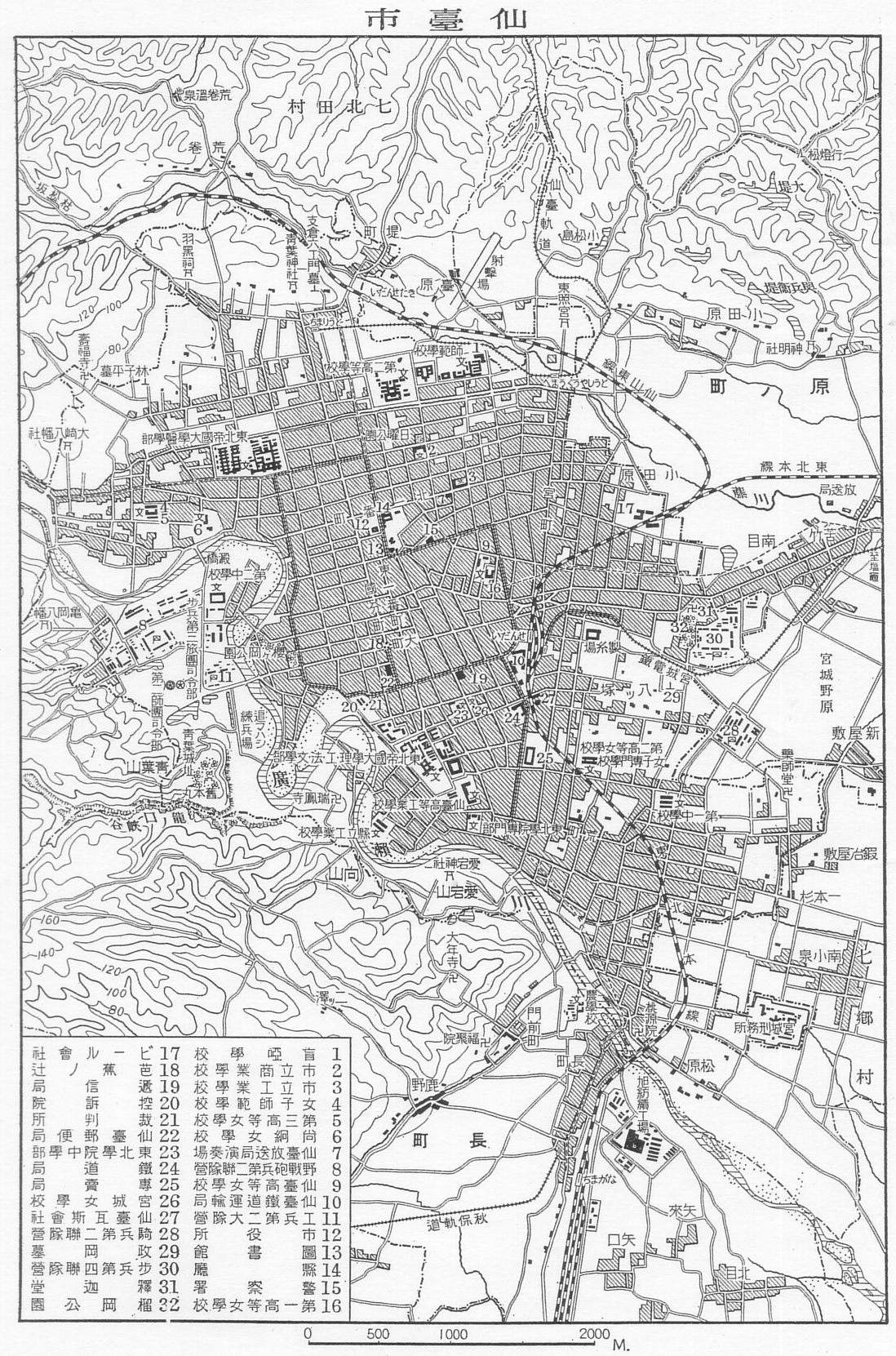
1927年（昭和2年）ごろの仙台市および近郊地図。仙台鉄道（仙臺軌道）の東照宮前駅が示されている。建設中の仙山東線も実線で描かれている。

東照宮駅は1988年（昭和63年）に請願駅とした開業した。
大正時代から戦後にかけては、北仙台から中新田駅（西古川駅）へ延びる仙台鉄道がこの付近を通っており、この鉄道の駅として東照宮前駅（とうしょうぐうまええき）が存在した。この東照宮前駅は現在の仙山線の東照宮駅から南西方向に位置した。

### 年表
- 1922年（大正11年）10月6日：仙台鉄道・通町 - 八乙女間開通により、仙台鉄道の東照宮前駅が開業。
- 1956年（昭和31年）3月14日：仙台鉄道・北仙台 - 加美中新田間廃線により、仙台鉄道の東照宮前駅が廃止。
- 1988年（昭和63年）11月18日：JR東日本の東照宮駅が開業[2]。
- 1996年（平成8年）11月16日：駅舎を改築[5]。
- 2003年（平成15年）
  - 7月17日：自動改札機を導入。
  - 10月26日：ICカード「Suica」利用が可能となる[6]。
- 2006年（平成18年）12月15日：社員配置（北仙台駅所属東照宮在勤）を廃止し、業務委託化。
- 2011年（平成23年）3月21日：エレベーターを設置し、使用開始予定[7]だったが、同年3月11日に発生した東北地方太平洋沖地震により仙山線が全線不通となり、仙台 - 愛子間で運転再開したのは同年4月4日となった。
- 2023年（令和5年）3月18日：快速列車が仙台・愛子間で各駅停車となり、全列車停車となる。
- 2024年（令和6年）10月1日：えきねっとQチケのサービスを開始[1][8]。

## 駅構造
単式ホーム1面1線を有する地上駅である。線路は盛土の上にあるため、階段かエレベーターを上ってホームに向かうことになる。東西に走る単線の線路の北側にホームがある。
仙台地区センターが管理し、JR東日本東北総合サービスが受託する業務委託駅である。自動券売機、自動改札機（Suica、えきねっとQチケ対応）、エレベーターが設置されている。
改札口はホームの西端にあり、階段を降りると、宮町通りと仙台鉄道跡の道路を結ぶ線路に添う小道（自動車通行不可）があり、この小道は駅開業時に新設された。当初は宮町通りと直結していたが、2005年（平成17年）ごろ、配線機器導入に伴う工事の結果より、宮町通り側からは東照宮二丁目公園を経て駅に向かうルートに変更された。切符売り場と改札はホームと同じ高さの2階にあり、建物の1階部分は柱だけで、前記の小道がくぐりぬける。
JRの特定都区市内制度における「仙台市内」の駅である。

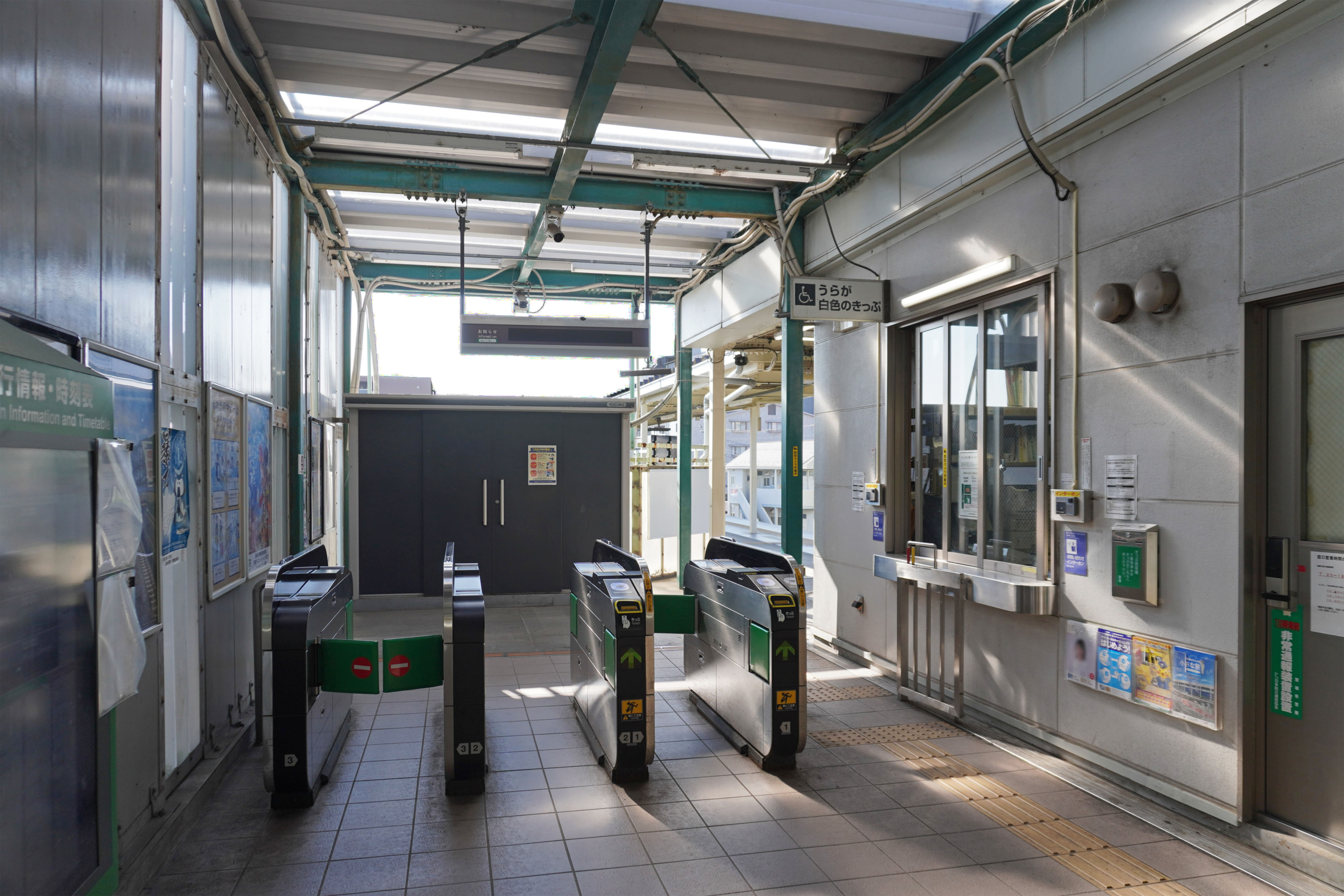
改札口（2023年7月）
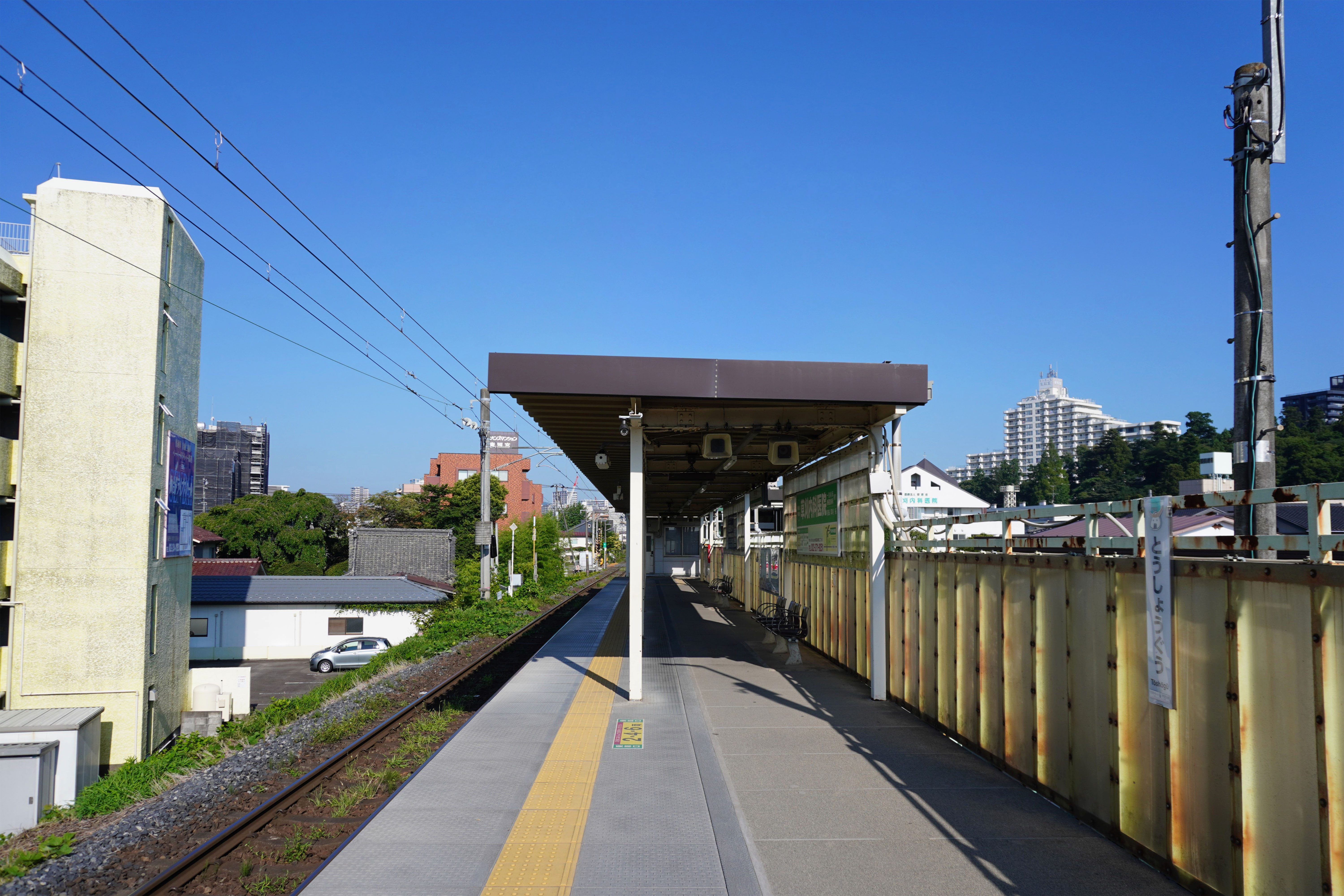
ホーム（2023年7月）

## 利用状況
JR東日本によると、2023年度（令和5年度）の1日平均乗車人員は3,722人である。
1999年度（平成11年度）以降の推移は以下のとおりである。
| 1日平均乗車人員推移 | 1日平均乗車人員推移 | 1日平均乗車人員推移 | 1日平均乗車人員推移 | 1日平均乗車人員推移 |
| 年度                | 定期外              | 定期                | 合計                | 出典                |
| ------------------- | ------------------- | ------------------- | ------------------- | ------------------- |
| 1999年（平成11年）  | 743                 | 1,654               | 2,397               | [ 市 1 ]            |
| 2000年（平成12年）  | 768                 | 1,581               | 2,349               | [ J 2 ] [ 市 1 ]    |
| 2001年（平成13年）  | 753                 | 1,596               | 2,350               | [ J 3 ] [ 市 1 ]    |
| 2002年（平成14年）  | 736                 | 1,507               | 2,243               | [ J 4 ] [ 市 2 ]    |
| 2003年（平成15年）  | 817                 | 1,521               | 2,337               | [ J 5 ] [ 市 2 ]    |
| 2004年（平成16年）  | 868                 | 1,506               | 2,374               | [ J 6 ] [ 市 2 ]    |
| 2005年（平成17年）  | 897                 | 1,483               | 2,380               | [ J 7 ] [ 市 2 ]    |
| 2006年（平成18年）  | 904                 | 1,519               | 2,423               | [ J 8 ] [ 市 2 ]    |
| 2007年（平成19年）  | 948                 | 1,657               | 2,605               | [ J 9 ] [ 市 3 ]    |
| 2008年（平成20年）  |                     |                     | 2,644               | [ J 10 ] [ 市 4 ]   |
| 2009年（平成21年）  |                     |                     | 2,616               | [ J 11 ] [ 市 4 ]   |
| 2010年（平成22年）  |                     |                     | 2,533               | [ J 12 ] [ 市 4 ]   |
| 2011年（平成23年）  |                     |                     | 2,438               | [ J 13 ] [ 市 4 ]   |
| 2012年（平成24年）  | 1,038               | 1,697               | 2,735               | [ J 14 ] [ 市 4 ]   |
| 2013年（平成25年）  | 1,121               | 1,855               | 2,977               | [ J 15 ] [ 市 5 ]   |
| 2014年（平成26年）  | 1,139               | 1,904               | 3,044               | [ J 16 ] [ 市 5 ]   |
| 2015年（平成27年）  | 1,165               | 1,946               | 3,111               | [ J 17 ] [ 市 5 ]   |
| 2016年（平成28年）  | 1,244               | 1,958               | 3,202               | [ J 18 ] [ 市 5 ]   |
| 2017年（平成29年）  | 1,296               | 2,016               | 3,312               | [ J 19 ] [ 市 5 ]   |
| 2018年（平成30年）  | 1,305               | 2,140               | 3,446               | [ J 20 ] [ 市 6 ]   |
| 2019年（令和元年）  | 1,286               | 2,223               | 3,509               | [ J 21 ] [ 市 6 ]   |
| 2020年（令和02年）  | 947                 | 1,789               | 2,736               | [ J 22 ] [ 市 6 ]   |
| 2021年（令和03年）  | 1,062               | 1,950               | 3,012               | [ J 23 ] [ 市 6 ]   |
| 2022年（令和04年）  | 1,237               | 2,137               | 3,374               | [ J 24 ]            |
| 2023年（令和05年）  | 1,376               | 2,345               | 3,722               | [ J 1 ]             |

1日平均乗車人員（単位：人/日）

## 駅周辺
駅の近くに駅名の由来ともなっている仙台東照宮がある。東照宮は日光東照宮や久能山東照宮、その他各地の分社など、全国の至る所にあるが、駅名で東照宮を名乗っているのはこの駅だけである。
駅の周辺は仙台市街の延長の住宅地である。駅のすぐ北側に東照宮二丁目公園が隣接する。駅の出入口は1箇所であり、ここから東照宮二丁目公園を通って西に行くと宮町通りに突き当たる。この通りの向かい側に仙岳院がある。宮町通りの北側には仙台東照宮の石鳥居が見え、反対に南側の踏み切りを渡ると梅田川に架かる東照宮前橋がある。
- 仙台ドライブスクール
- 仙台森林管理署
- 仙台小松島郵便局
- 仙台中江郵便局
- 仙台上杉四郵便局
- 宮城教育大学附属中学校（同小学校・幼稚園も併設）
- 宮城県立視覚支援学校
- 仙台市立小松島小学校
- 仙台市立北六番丁小学校
- 仙台市立五城中学校
- 常盤木学園高等学校
- イオン仙台幸町店
- 西友上杉店

## バス路線
「宮町五丁目・東照宮駅入口」停留所にて、仙台市営バスの路線バスが発着する。
| のりば | 運行事業者   | 系統・行先                                                                                                 |
| ------ | ------------ | --- |
| 1      | 仙台市営バス | S130・S135・S140・S240・S250・S259：仙台駅                                                                 |
| 2      | 仙台市営バス | - 115：広瀬通一番町 - S110・S120：仙台駅                                                                   |
| 3      | 仙台市営バス | - 130：安養寺二丁目 - 140・240：旭ケ丘駅 - 259：瞑想の松循環 - D130・135・250：台原駅 - X130：東仙台営業所 |
| 4      | 仙台市営バス | - 110・115・X120：東仙台営業所 - 120：鶴ケ谷七丁目 - A120：旭ケ丘駅                                        |

## 隣の駅
東日本旅客鉄道（JR東日本）
■仙山線
□快速・■普通
仙台駅 - 東照宮駅 - 北仙台駅

### かつて存在した路線
仙台鉄道
仙台鉄道線
北仙台駅 - 東照宮前駅 - 八乙女駅

### 記事本文